# رانی تیلور
رنی تیلور (انگلیسی: Ronnie Taylor؛ زادهٔ ۲۷ اکتبر ۱۹۲۴ – درگذشتهٔ ۳ اوت ۲۰۱۸) فیلم‌بردار بریتانیایی بود. وی همچنین برنده جوایزی همچون جایزه اسکار بهترین فیلمبرداری شده بود.

## گزیدهٔ فیلم‌شناسی
| سال  | عنوان                    | یادداشت                                             |
| ---- | ------------------------ | --------------------------------------------------- |
| ۱۹۶۲ | Two and Two Make Six     | با Desmond Dickinson                                |
| ۱۹۶۵ | The Avengers             | ۵ اپیزود                                            |
| ۱۹۷۱ | جنگ مورفی                | تصویربرداری هوایی                                   |
| ۱۹۷۱ | شیاطین                   | فیلمبرداری مکمل                                     |
| ۱۹۷۳ | Theatre of Blood         | متصدی دوربین فیلمبرداری                             |
| ۱۹۷۴ | شبح بهشت                 | متصدی دوربین فیلمبرداری                             |
| ۱۹۷۵ | بری لیندون               | متصدی دوربین فیلمبرداری                             |
| ۱۹۷۵ | تامی                     | با دیک بوش                                          |
| ۱۹۷۷ | جنگ ستارگان              | فیلمبرداری مکمل                                     |
| ۱۹۷۷ | The Island of Dr. Moreau | مدیر فیلمبرداری؛ واحد دوم فیلمبرداری                |
| ۱۹۷۷ | Valentino                | فیلمبرداری مکمل                                     |
| ۱۹۷۸ | Circle of Iron           |                                                     |
| ۱۹۸۱ | Savage Harvest           |                                                     |
| ۱۹۸۲ | گاندی                    | با بیلی ویلیامز برندهٔ جایزه اسکار بهترین فیلم‌برداری |
| ۱۹۸۳ | High Road to China       |                                                     |
| ۱۹۸۳ | سگ باسکرویل              |                                                     |
| ۱۹۸۴ | Champions                |                                                     |
| ۱۹۸۵ | A Chorus Line            |                                                     |
| ۱۹۸۶ | Foreign Body             |                                                     |
| ۱۹۸۷ | اپرا                     |                                                     |
| ۱۹۸۷ | آزادی را فریاد کن        |                                                     |
| ۱۹۸۹ | کارشناسان                |                                                     |
| ۱۹۸۹ | دریای عشق                |                                                     |
| ۱۹۹۰ | دزد رنگین‌کمان            |                                                     |
| ۱۹۹۱ | چسفیل                    |                                                     |
| ۱۹۹۲ | The Timekeeper           | Circle-Vision 360° theme park attraction            |
| ۱۹۹۵ | The Steal                |                                                     |
| ۱۹۹۸ | شبح اپرا                 |                                                     |
| ۲۰۰۱ | Sleepless                | آخرین فیلم او                                       |